# Нарис теорії статистики
Статистика — збір, аналіз, інтерпретація і подання даних. Вона застосовується до широкого спектра академічних дисциплін, від фізичних та соціальних наук до гуманітарних наук; вона також використовується і помилково використовується для прийняття обґрунтованих рішень у всіх областях бізнесу та уряду.

## Природа статистики
Статистика може бути описана як:
- Навчальна дисципліна: дисципліна наукових кафедр, навчальних програм і ступенів; національних і міжнародних товариств; і спеціалізовані журнали.
- Науковий напрямок (галузь науки) — широко визнана категорія спеціалізованої експертизи в рамках науки, як правило, втілює в собі свою власну термінологію і номенклатуру. Таке поле, як правило, представлене одним або кількома науковими журналами, в яких публікується рецензовані дослідження.
- Формальна наука — галузь знань, яка стосується формальних систем.
- Математична наука — область науки, яка в основному має математичний характер, але не може повсюдно вважатися частиною власне математики. Статистика, наприклад, є математичною за своїми методами, виросла з політичної арифметики, яка вилилась у дослідження розподілів ймовірностей і виросла з застосунків у соціальних науках. Хоча деякі області фізики і біометрії, виокремили власні методи і області досліджень, проте вони залишаються тісно пов'язаними з іншими розділами статистики.

## Історія статистики
- Історія статистики[en]
- Засновники статистики[en]
- Історія ймовірності
- Часопис теорії ймовірності і статистики[en]

## Опис даних
- Описова статистика

- Середнє значення
  - Математичне сподівання
  - Медіана
  - Мода

- Міри за шкалою
  - Дисперсія випадкової величини
  - Стандартне відхилення
  - Розмах
  - Середнє абсолютне відхилення
  - Серединне абсолютне відхилення
  - Міжквартильний розмах

- Кореляція
- Викид (статистика)
- Статистичні графіки
  - Гістограма
  - Частотний розподіл
  - Квантиль
  - Функція виживаності[en]

## Експерименти і дослідження
- Планування експерименту
  - Оптимальне планування
  - Повний факторний експеримент
  - Обмежена рандомізація[en]
  - Схема з повторними вимірюваннями[en]
  - Схема з рандомізованими блоками
- Методологія опитування
- Опитування

##### Вибірка
- Теорія вибірки
  - Розподіл вибірки
  - Стратифікована вибірка
  - Квотна вибірка[en]
  - Кластерна вибірка
- Необ'єктивна вибірка
  - Хиба спектру[en]
  - Упередження виживання

## Аналіз даних
- Регресійний аналіз
  - Нарис регресійного аналізу[en]
  - Дисперсійний аналіз (ANOVA)
  - Загальна лінійна модель
  - Узагальнена лінійна модель[en]
- Оцінка густини
  - Ядрова оцінка густини розподілу
  - Багатовимірна ядрова оцінка густини[en]
- Часовий ряд
  - Аналіз часових рядів
  - Метод Бокса — Дженкінса[en]
  - Частотна область
  - Часова область
- Багатовимірний аналіз
  - Метод головних компонент
  - Факторний аналіз
  - Кластерний аналіз
- Робастність у статистиці

## Фільтрація даних
- Рекурсивне баєсове оцінювання
  - Фільтр Калмана
  - Частинковий фільтр[en]
- Рухоме середнє

## Статистичне висновування
- Статистичне висновування
- Математична статистика
  - Функція правдоподібності
  - Сімейство експоненційних розподілів[en]
- Баєсове висновування
  - Теорема Баєса
  - Баєсова оцінка
  - Апріорний розподіл
  - Апостеріорний розподіл
  - Спряжений апріорний розподіл
- Частотне висновування
  - Перевірка статистичних гіпотез
    - Нульова гіпотеза
    - Альтернативна гіпотеза[en]
    - P-значення
    - Похибки першого і другого роду
    - Статистична потужність

  - Перевірка співвідношенням правдоподібностей
  - Довірчий інтервал
- Теорія прийняття рішень
  - Оптимальне рішення
  - Похибки першого і другого роду
- Теорія оцінювання
  - Статистична оцінка
  - Баєсова оцінка
  - Метод максимальної правдоподібності
  - Усічена оцінка[en]
  - M-оцінювач[en]
- Непараметрична статистика[en]
  - Непараметрична регресія[en]
  - Ядра

## Розподіли ймовірностей
- Розподіл ймовірностей
  - Симетричний розподіл імовірності[en]
  - Одномодовий розподіл імовірності
- Умовний розподіл
- Функція густини ймовірностей
- Функція розподілу ймовірностей
- Характеристична функція
- Перелік розподілів імовірності

## Випадкова величина
- Випадкова величина
- Центральний момент
- L-момент
- Алгебра випадкових величин

## Теорія ймовірностей
- Ймовірність
- Умовна ймовірність
- Закон великих чисел
- Центральна гранична теорема

## Обчислювальна статистика
Обчислювальна статистика — 
- Методи Монте-Карло марковських ланцюгів

## Програмне забезпечення для статистики
- Вільне статистичне програмне забезпечення[en]
- Список статистичних пакетів[en]

## Організації, які опікуються статистикою
- Список академічних статистичних асоціацій[en]
- Перелік національних і міжнародних статистичних служб[en]

## Публікації та статистичні журнали
- Список наукових журналів в області статистики[en]
- Список важливих публікацій в області статистики[en]

## Особи, впливові в області статистики
- Список статистиків[en]